# The Ronettes
The Ronettes van ser un grup musical de noies dels anys 60 de la ciutat de Nova York. La banda era composta per Veronica Bennett en la veu principal, qui després va prendre el nom de Ronnie Spector, la seva germana Estelle Bennet i la seva cosina Nedra Talley. Entre les seues cançons més populars destaquen «Be My Baby», «Baby I Love You», «(The Best Part Of) Breakin' Up» i «(Walking) in the Rain». Després d'un recés en el mitjà de la dècada dels anys 60, The Ronettes en conjunt amb Spector van reunir sense concitar major atenció per part del públic a causa del fet que el so dels grups de noies ja no eren del gust de la gran massa de l'audiència el que els va impedir mantenir cert grau de rellevància en l'escena nord-americana.
Finalment el grup es va dissoldre el 1966 després de tocar com teloneres per a una gira als Estats Units i el Canadà dels Beatles, qui també van treballar amb Spector, duta a terme l'estiu de 1966. Ronnie Spector es va casar amb Phil Spector el 1968 i va llançar la seva carrera de solista el 1973 una vegada que es va divorciar de Spector.